# Scylaticina tucumana
Scylaticina tucumana là một loài ruồi trong họ Asilidae. Scylaticina tucumana được Artigas & Papavero miêu tả năm 1991. Loài này phân bố ở vùng Tân nhiệt đới.